# Formica paralugubris
Formica paralugubris es una especie de hormiga del género Formica, familia Formicidae. Fue descrita científicamente por Seifert en 1996.
Se distribuye por Canadá, Albania, Andorra, Austria, Alemania, Italia y Suiza. Se ha encontrado a elevaciones de hasta 2000 metros. Vive en microhábitats como nidos y senderos.